# Talara alborosea
Talara alborosea är en fjärilsart som beskrevs av Rothschild 1913. Talara alborosea ingår i släktet Talara och familjen björnspinnare. Inga underarter finns listade i Catalogue of Life.